# Stabel
Stabel (dansk) eller Stapel (tysk) er en kommune i det nordlige Tyskland under Kreis Slesvig-Flensborg i delstaten Slesvig-Holsten. Kommunen består af de to landsbyer Nørre og Sønder Stabel, beliggende i landskabet Stabelholm mellem floderne Ejderen, Trenen og Sorgen i det sydvestlige Sydslesvig ved grænsen til Ditmarsken og Nordfrisland. 
Kommunen blev dannet i marts 2018 ved sammenlægning af de hidtidige kommuner Nørre og Sønder Stabel . 
Stabel samarbejder på administrativt plan med andre kommuner i Krop-Stabelholm kommunefællesskab (Amt Kropp-Stapelholm).